# Algerijnse dinar
De Algerijnse dinar is de munteenheid van Algerije (valutacode DZD). Een dinar is 100 santeem (afgeleid van centime). Het woord 'dinar' is afgeleid van de Romeinse munt de denarius.
De volgende munten worden gebruikt: 1, 2, 5, 10, 20, 50 en 100 dinar. Het papiergeld is beschikbaar in 100, 200, 500, 1000 en 2000 dinar.

## Geschiedenis
De eerste munten in Algerije werden ingevoerd in 200 v.Chr. door de Feniciërs. Door de Numidische en Mauritanische koningen werden voor het eerst munten in het gebied van het huidige Algerije zelf geslagen. Daarna werden er Romeinse munten gebruikt, tot het eind van de 5e eeuw.
Na de Islamitische verovering werden rond 1200 de eerste Islamitische munten geslagen. Toen Algerije deel uitmaakte van het Ottomaanse rijk waren Ottomaanse munten, zoals de asper (DZA), in circulatie, hoewel ook Spaanse en Portugese munten werden gebruikt. Voor 1830 was de budju (BZB) de munteenheid.
Na de verovering door Frankrijk in 1830 werd de germinale Franse frank (FRG) ingevoerd, hoewel ook een lokale munteenheid (DZG) circuleerde. De nieuwe Franse frank (FRF) verving de germinale Franse frank in 1960. In 1963 werd nog een Algerijnse frank (DZF) ingevoerd, die al in 1964 vervangen werd door de dinar (DZD).